# واتسویل (آلاباما)
واتسویل (به انگلیسی: Wattsville) یک منطقهٔ مسکونی در ایالات متحده آمریکا است که در شهرستان سنت کلیر، آلاباما واقع شده‌است. واتسویل ۱۷۵٫۸۷ متر بالاتر از سطح دریا واقع شده‌است.